# Réseau trophique marin

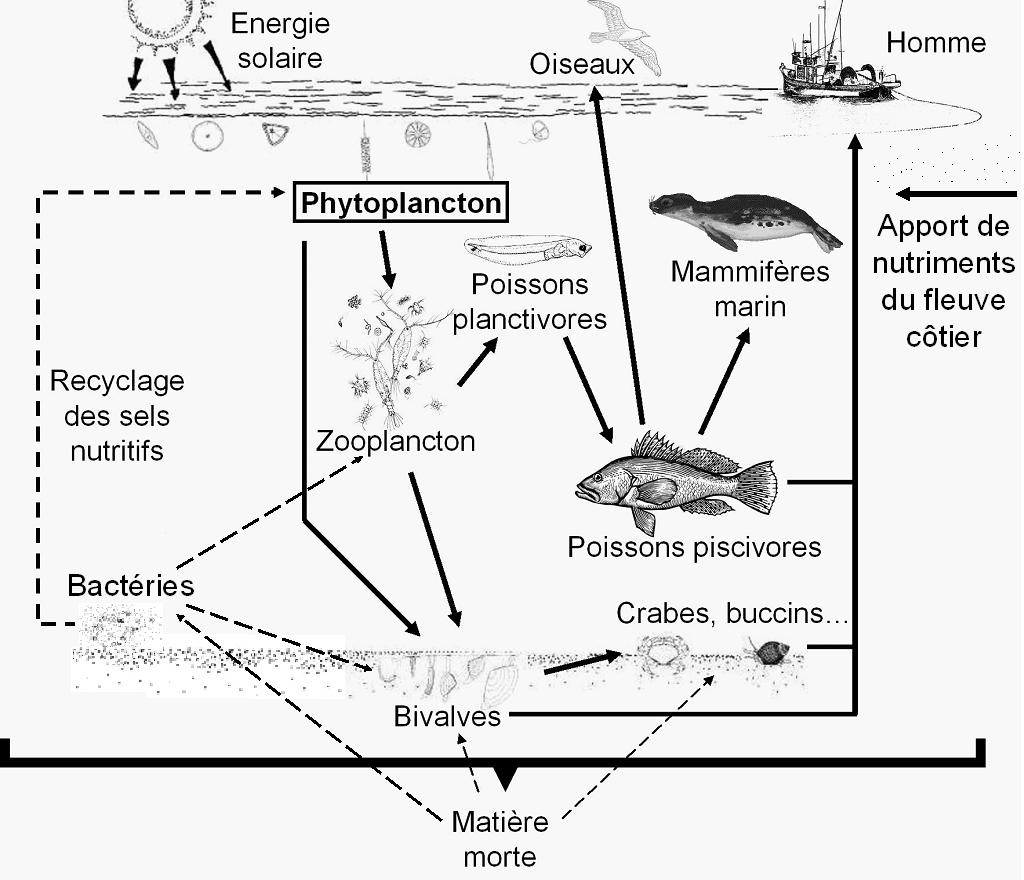
Réseau trophique en eaux côtières.

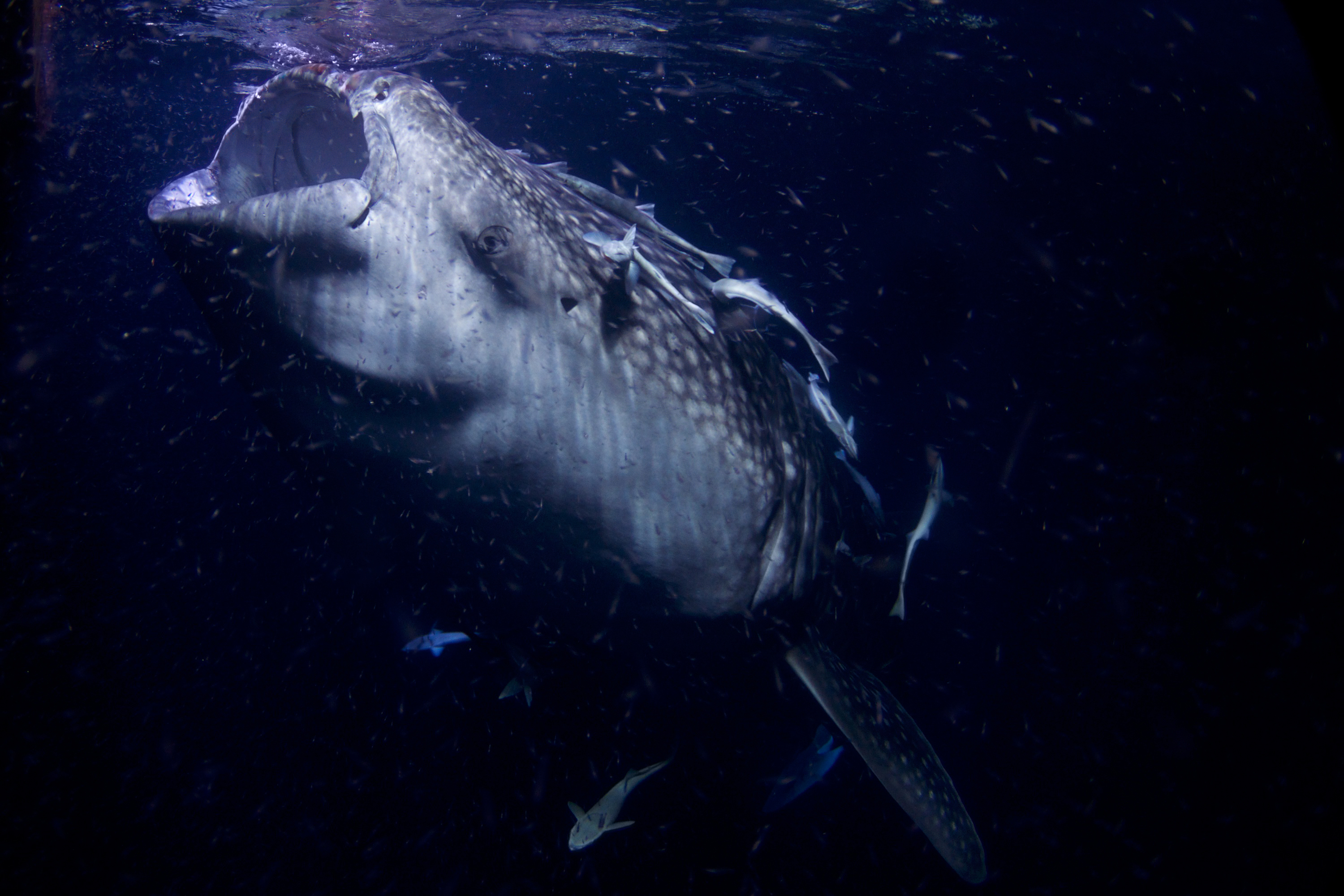
Un requin-baleine s'alimentant de zooplancton aux Maldives.

Un réseau trophique marin est une chaîne alimentaire, dont les êtres vivants évoluent dans un milieu aquatique salé. Ces organismes marins sont à la fois consommateurs et producteurs : ils constituent les maillons d'un réseau trophique spécifique à l'environnement marin.
La représentation simplifiée d'un réseau alimentaire est une suite de niveaux. La réalité est  cependant plus complexe dans la mesure où les régimes changent au cours de la vie, et peuvent contenir des végétaux comme des animaux, voire des individus de la même espèce (cannibalisme). Le passage d'un niveau du réseau trophique au suivant se caractérise par la production et la consommation de biomasse.
L'étude des réseaux trophiques marins met en évidence des liens entre les espèces de la biocénose marine, allant du tout petit (bactérie, organisme unicellulaire ou algue microscopique constituant la base de pyramide alimentaire) à des formes de vie plus imposantes comme les "grands prédateurs" (requins, thons...).
On peut distinguer les maillons principaux de la chaîne trophique marine, des organismes autotrophes comme le phytoplancton, aux organismes hétérotrophes (herbivores et carnivores). 

## Structure des niveaux de chaînes

### Schéma général

#### Producteurs primaires
Le phytoplancton désigne tous les organismes autotrophes, c'est-à-dire produisant du carbone (matière organique) à partir des rayons solaires. Bien que considéré comme base de la chaîne alimentaire marine, le phytoplancton n'est présent que dans les eaux suffisamment lumineuses, donc en surface uniquement, dans la zone photique.
Une des particularités des écosystèmes pélagiques marins est que les producteurs primaires (phytoplancton) sont présents en moindre quantité que les consommateurs primaires, à un instant t, en dehors des blooms de phytoplancton. Ceci est dû à leur durée de vie très courte.
Ainsi, les organismes vivant à des profondeurs supérieures à 200 mètres (en haute mer) se nourrissent par d'autres moyens.  
Parmi les organismes autotrophes, on trouve également des bactéries comme les cyanobactéries qui convertissent l'énergie solaire en énergie chimique, en consommant du dioxyde de carbone et en libérant du dioxygène, ou encore les bactéries sulfureuses qui produisent du soufre et non de l'oxygène au cours de leur photosynthèse, puisqu'elles interviennent dans le cycle du soufre.
Enfin, différentes espèces d'herbes appartiennent au groupe des producteurs primaires. On y trouve les herbes benthiques, localisées sur le substrat, ainsi que les herbes pélagiques, notamment de la catégorie dinophyta.

#### Consommateurs primaires
Les consommateurs primaires sont les espèces qui se nourrissent des producteurs primaires, c'est-à-dire de phytoplancton ou d'algues. Il s'agit généralement de zooplancton.

#### Consommateurs secondaires
Il s'agit d'espèces zoophages consommatrices de zooplancton. Au nombre de ces consommateurs secondaire on peut citer les sardines.

#### Consommateurs tertiaires
Ce sont les prédateurs des consommateurs secondaires. Au sommet de la chaine alimentaire marine on trouve les thons et espadons, les requins, les mammifères marins carnassiers ou encore les oiseaux marins.

#### Décomposeurs
On les appelle également détritivores. Il s'agit de bactéries aérobies et de champignons (mycètes) se nourrissant de toute matière organique biodégradable morte issue aussi bien de la décomposition d'autres organismes du milieu marin, de leurs sécrétions, d'eaux de ruissellement, d'infiltration que d'eaux rejetées par l'Homme. Les décomposeurs permettent à la matière présente dans l'écosystème de réintégrer le biotope.

### Cas particuliers

#### Réseau trophique abyssal
On considère, quant à la lumière, que les grandes profondeurs commencent en dessous de la zone photique, et qu'elles se situent en dessous de la thermocline en matière de température.

#### Zone hypoxique
Dans le  milieu aquatique, une zone hypoxique, ou zone morte, se caractérise par un déficit en oxygène. De nombreux organismes y meurent asphyxiés, c'est pourquoi le réseau trophique y est très réduit.

## Différents paramètres des réseaux trophiques marins
Les réseaux trophiques marins présentent des caractéristiques qui les distinguent d'autres réseaux trophiques présents dans le milieu terrestre dans sa globalité, ou encore de ceux d'eau douce ou saumâtre (rivière, lac, lagune...). En effet, le milieu marin présente des conditions de température, profondeur et salinité qui lui sont propres et influencent les rapports entre individus.